# Сташкевичі
Сташкевичі (пол. Staszkiewiczi) — польсько-литовський шляхетський рід. Перша відома згадка про сім'ю Сташкевичів 1528 року перепису Великого князівства Литовського, регіон — Жмудь (історично — назва країни між низинами Німана і Віндави (суч. Вента, Латвія)).
Родовим гербом Сташкевичів є Леліва.
Дослідники-геральдики зазначають, що Сташкевичі, які проживали в Жемайтії в XVII-XVIII ст. як їхній герб варіації гербів «Леліва» і «Сас» можна знайти в гербах, створених у різні періоди шляхтичами Сташкевичами в 17-18 ст. використовували герби «Сташкевич І», «Сташкевич ІІ» та «Сташкевич ІІІ». Пізніше, у 19 ст в історичних джерелах герб Сташкевичів вказано як «Леліва».

## Від Польщі до Російської імперії
5 січня 1793 — Пруссія та Росія підписали в Санкт-Петербурзі конвенцію про Другий поділ Польщі, за якою Річ Посполита втрачала половину території, — до Прусії відійшли міста Гданськ, Торунь, частина Мазовії і половина Краківського воєводства з містом Ченстохов, до Росії — значна частина Білорусі та України.
Після поділів Речі Посполитої, до 1795 року значна частина роду разом з землями автоматично перейшла в підданство Російської Імперії. Уряд дозволяв зберегти і станову приналежність: пройшовши процедуру доказу, колишня польська шляхта могла отримати статус дворянства 2-го роду.
Завдяки доказу і подальшого прилічування до дворянства нащадків, до 1917 року накопичилося певне число документів — так званих дворянських справ, які, по суті, містять вже в готовому вигляді родоводи (за чоловічими лініями) і фрагменти біографічних даних. Дворянські справи велися як на рівні губерній — Губернськими дворянськими депутатськими зборами, так і на федеральному рівні — Департаментом герольдії Сенату.
На місцях збиралася документація і відправлялася на затвердження до столиці. Причому структура двох варіантів справ не ідентична — федеральна влада обробляла і реструктурувала надіслані матеріали, а також включали в справу переклади всіх документів на російську мову (з польської, латині).

## Географія Сташкевичів в Україні, Білорусі та Росії

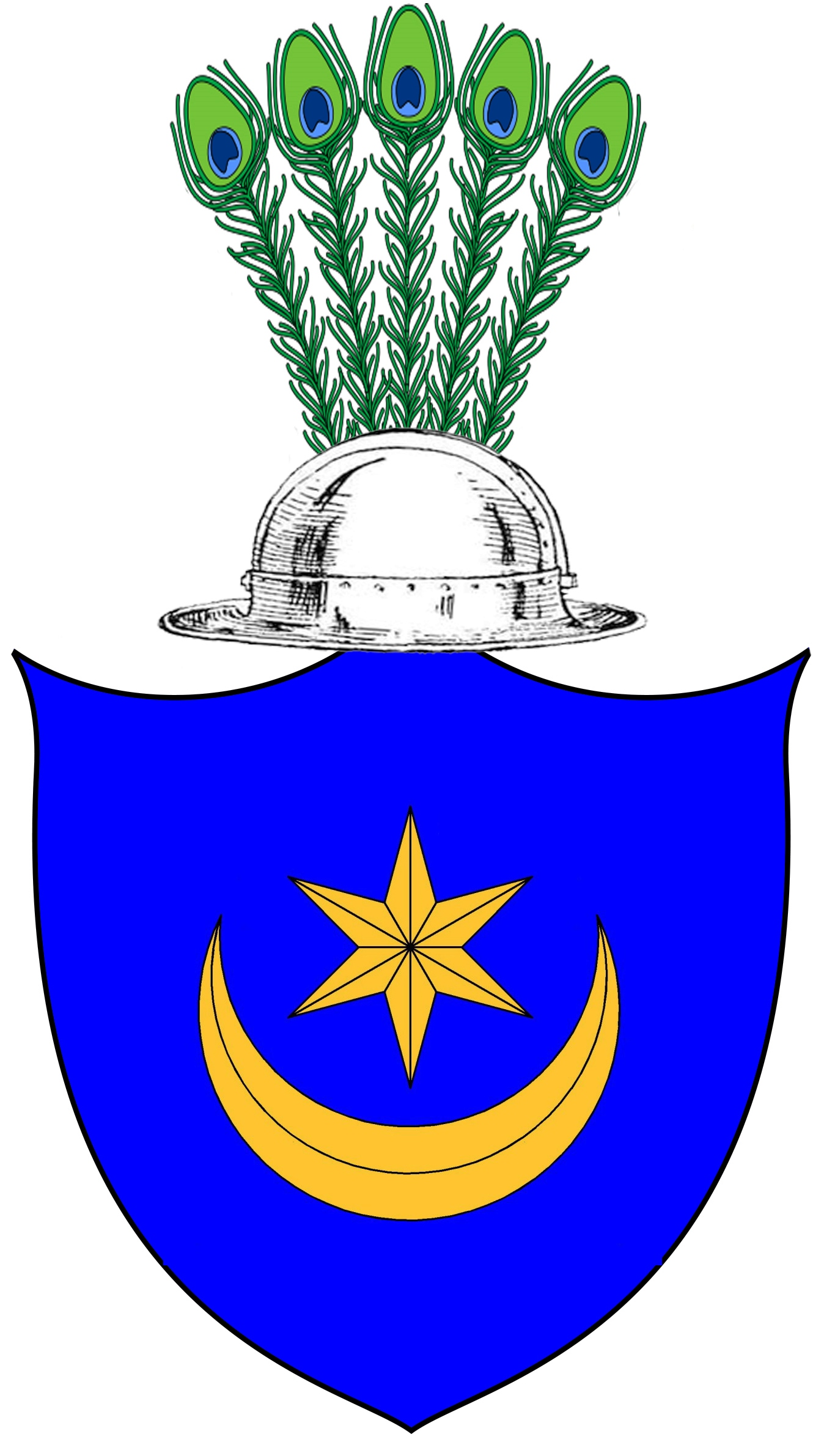
Герб Сташкевич

На момент 1917 року, згідно з фондом 1343 опису 29 РДІА (Російський державний історичний архів) (стор. 368, № 6544-6553), з 1832 по 1894 рр. були зараховані до дворянства роди в наступних губерніях:
Вітебська; Волинська; Київська; Ковенська (нині Каунас, Литва); Могилівська; Подільська.
Причому Подільська і Київська гілки йдуть від одного пращура з Волинської. Їх родоначальник — Мартін Іванович Сташкевич (помер у 1624 році), що жив в (с. Давидки Княгининської волості Дубенського повіту Волинської губернії). У графічному родоводі 19 століття з Національного історичного архіву Білорусі, предками Мартіна вказані отець Міхаль і дід Войцех. Войцех Сташкевич є у пописі Війська Литовського 1528 року... Ще Мартін мав брата Миколу. 
Первинне вогнище - д. Сташки під Овручем. Розселилися по Волинській землі, Поділля, Київщині, частина пішла до Білорусі - точних місць поки що не встановили, але цілком імовірно, що до самої Вітебщини. У другій половині 19 століття майже всі представники роду перейшли до міщанського стану, фактично будучи селянами.
Істотна частина Волинських Сташкевичів зараз живе поблизу Овруча сучасної Житомирської області України, в селі Сташки під Овручем (ну і навколо нього).
Гілки ж інших губерній в дворянських справах мають найраніші датування в 18-19 століттях, а зв'язок з волинськими не згадується.
 Відновлення української православної ієрархії в Києві 1620 року мало великий позитивний вплив на українських аристократів — землевласників православного віровизнання. Після великої пожежі, на прохання отця Іова допомогу Почаївському монастиреві давали: Жабокрицькі, Долинські, Куликівські, Малинські, Пузини, Сташкевичі, Ушківські, Ясногірські, князі Адам і Михайло Вишнивецькі, Черневецькі, Малинська, Марія Збаразька та інші..

## Дворяни і селяни
Щоб довести владі Російської Імперії право на дворянство, потрібні були великі гроші, терпіння, а також, можливо, винахідливість і знайомства. Волинські Сташкевичі були багатими людьми (як, судячи з усього, і Сташкевичі інших губерній). Крім цього, були випадки, коли чиїсь прохання про прилічування отримували відмови. До того ж, дворянства можна було і позбутися порушивши закон. Тому до моменту Жовтневого перевороту 1917 року не всі Сташкевичі були дворянами.
Польський письменник та політичний діяч Михайло Чайковський (пол. Michał Czajkowski) також відомий як Мехмет Садик-паша (тур. Mehmet Sadık Paşa) у своєму романі «Owruczanin. Powieść historyczna z 1812 roku» часто згадує давні й заслужені овруцькі шляхетські роди Барановських, Бехів, Вацьковських, Виговських, Гленбоцьких, Дашкевичів, Залеських, Зелінських, Каленських, Киселів, Коркушків, Корчевських, Костюшків, Меленівських, Можаровських (Можайських), Немиричів, Омецинських, Паушів, Сташкевичів, Тележинських, Третяківських, Трипольських, Ущаповських, Фальковських, Ходаковських, Чаповських та багатьох інших (Czajkowski M. Pisma. Owruczanin.., t. VI, s. 27, 28, 53, 75, 83 та ін.).

## Походження прізвища

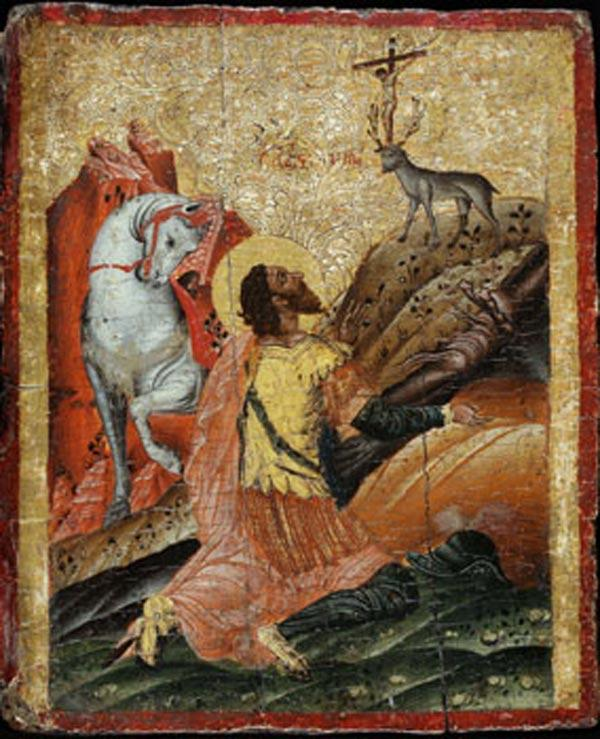
Св. Євстахій Плакида

Прізвище Сташкевич утворене від імені власного і відноситься до поширеного типу україно-білоруських прізвищ. Основою прізвища Сташкевич послужило ім'я Сташко. Ім'я Сташко походить від християнського особистого імені Євстахій. Це ім'я в перекладі з грецького означає «добре побудований, урівноважений, міцний, здоровий». Існує й інша версія.
Покровителем імені вважається великомученик Євстахій (Плакида), християнський святий (20 вересня (3 жовтня). Він був воєначальником при імператорі Титі (79 — 81) і Траяні (98 — 117). Святий Євстахій вважається покровителем мисливців.
Швидше за все, засновник роду Сташкевич був людиною з простого стану. Прізвища, утворені від повної форми імені, мала в основному соціальна верхівка, знать, чи сім'ї, які користувалися в даній місцевості великим авторитетом, представників яких сусіди шанобливо звали повним ім'ям, на відміну від інших станів, яких називали, як правило, зменшувальними, похідними, повсякденними іменами. Це були присвійні прикметники з суфіксами -овіч / -вич, ич, які спочатку вказують на ім'я глави сімейства. Таким чином, нащадок людини, що володіє ім'ям Сташко, згодом отримав прізвище Сташкевич.